# Trautskirchen
Trautskirchen è un comune tedesco di 1 355 abitanti situato nel land della Baviera.